# Májová královna (fotografie)
Májová královna (The Queen of May, v katalogu Princetonské univerzitní knihovny – Alice Liddell, daughter of the Dean of Ch. Ch., Alice Liddellová, dcera děkana Ch. Ch. (Christ Church), v některých publikacích se objevuje jako Alice P. Liddell /in wreath/, Alice P. Liddellová /s věnečkem/“) je inscenovaná fotografie Lewise Carrolla, zobrazující Alici Liddellovou jako hrdinku prvomájových lidových svátků na Britských ostrovech.

## Historie vzniku a osud fotografie

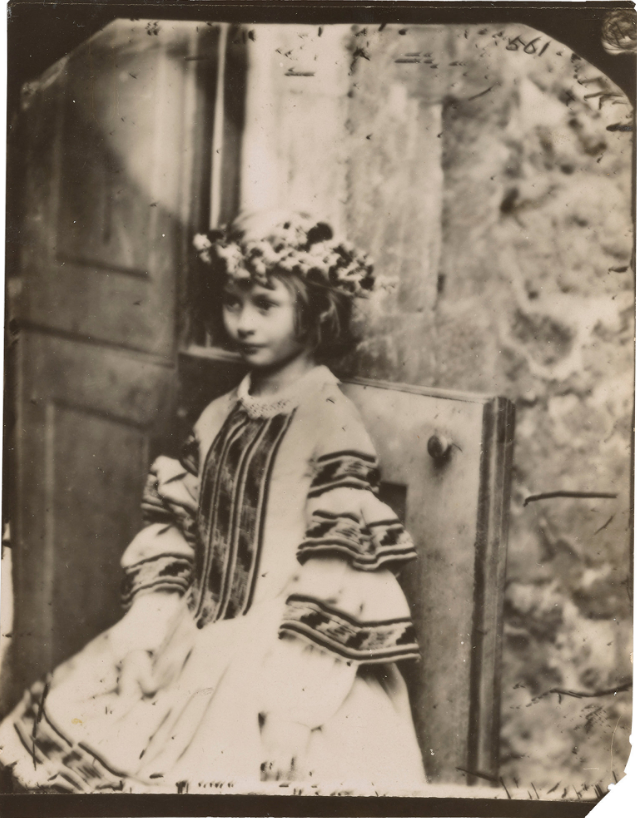
Lewis Carroll: Májová královna, 1860, Morgan Library and Museum

Fotografie je ze sbírky Princetonské univerzitní knihovny, katalogové číslo Z-PH-LCA-III.5. Objevuje se tam pod jménem „Alice Liddell, dcera děkana [koleje] Ch.[rist] -Ch.[urch]“ (Alice Liddell, daughter of the Dean of Ch. Ch.), ale známější je jako Májová královna v souladu s jejím příběhem. Fotografie byla v Albu III Lewise Carrolla (nalezeno na straně 5). Velikost měla 8,5{\displaystyle \times }11 centimetrů. Zhotovena byla technikou mokrého kolodiového procesu na albuminovém fotografickém papíru. Další kopie fotografie je v Morganově knihovně a muzeu (jedná se o zrcadlový obraz pozitivu z Princetonské knihovny). Stala se součástí sbírky jako dárek od Arthura A. Houghtona.
Další pozitiv této fotografie spisovatele byl zařazen v roce 1955 do expozice mezinárodní výstavy Lidská rodina (The Family of Man) v Newyorském muzeu moderního umění. Kurátorem projektu se stal Edward Steichen. Na výstavě se představilo 503 fotografií ze 68 zemí, které patřily 273 fotografům. Viktoriánskou Británii reprezentovala Carrollova fotografie Májová královna (1860). Výstava cestovala po celém světě osm let a byla uvedena v třiceti sedmi zemích na šesti kontinentech. V současné době je fotografie trvale vystavena jako součást této sbírky ve výstavní síni v Clervaux.
Na fotografiích pořízených jeden po druhém, Queen of May a Alice Liddellová, vidí kritik umění Robert Douglas-Fairhurst důkazy o rostoucí blízkého přátelství Carrolla a Alice Liddellové. V květnu nebo červnu 1860 ji Carroll vyfotografoval s květinovým věnečkem na obraz májové (květnové) královny. Byl to první portrét nikoliv celebrity, které Carroll fotografoval dříve, ale soukromé osoby. Album III otevírají fotografie významných osobností jako Alfred Tennyson nebo dánský korunní princ Frederik. „Slečna Alice Liddellová“ napsal Carroll do svého alba, původně tužkou, později vytvořil nápis mnohem méně formálně: „Alice Liddellová“, již psáno inkoustem. Fotografie byla založena na zápletce básně Alfreda Tennysona z roku 1833 Májová královna. Současně, ale o něco později, byla pořízena fotografie Alice Liddellová a kapradina. Umělecký kritik Robert Douglas-Fairhurst konstatuje, že Carroll si na těchto dvou fotografiích možná stanovil konkrétní technické výzvy:
- fotografování zelené bylo tehdy považováno za obtížné (na této fotografii – věnec na hlavě dívky);
- v podmínkách dlouhé expozice bylo nesmírně obtížné zachytit lehký úsměv na Aliciných rtech, o což se Carroll pokusil.

Podle specialisty na Carrollovo umění může dívčí věnec z květin obsahovat komický náznak myšlenky, rozšířené mezi učiteli viktoriánské éry, že děti mají mnoho podobností s rostlinami – přírodní, krásné i divoké, z tohoto hlediska je třeba věnovat spoustu času a úsilí „domestikovat“ a „civilizovat“ (vzdělávat a trénovat je správným směrem) těmto bytostem.

## Syžet: obraz májové královny v lidové tradici a Tennysonova báseň

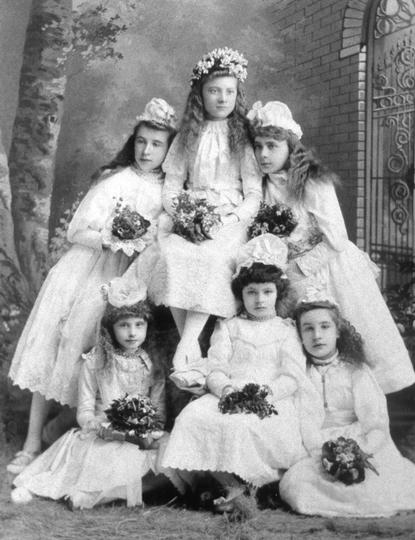
Májová královna a její dvůr, Britská Kolumbie, asi 1887

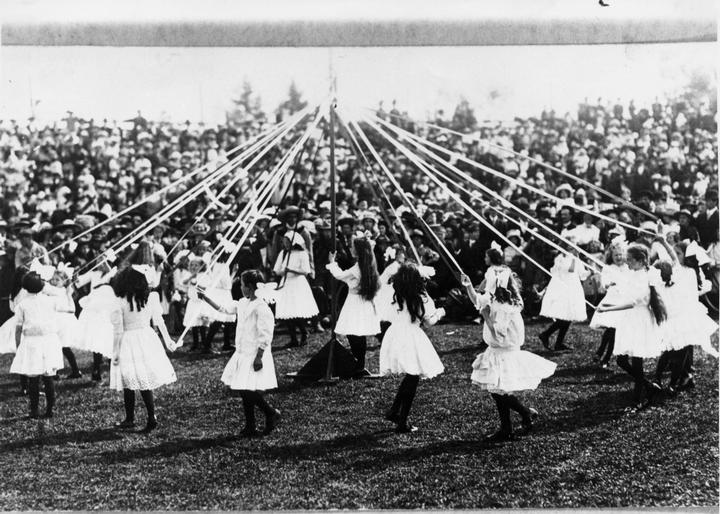
Oslava 1. května v New Westminsteru, Britská Kolumbie, Kanada, 1913

Májová královna – dívka vybraná pro svou krásu jako „královna“ v májových lidových hrách na Britských ostrovech, nosí jako korunu květinový věnec. Květnový folklorní festival se slaví první neděli v květnu ve Velké Británii tancem u máje a korunovací Královny. Nejkrásnější dívkou v této oblasti se stává Májová královna, jako symbol mládí a probuzení přírody na jaře, Májová královna si vybírá svého spoluvládce – Májového krále a čestnou družku. Dne 1. května slavili Keltové gaelský svátek Beltain a v tento den zapalovali ohně na počest boha slunce. Na konci dubna – začátkem května se konaly Floralie, ve starém Římě lidé slavili svátek římské bohyně jara Flory, který se slavil od 28. dubna do 3. května. Účastníci festivalu věšeli květinové girlandy. Pohanské tradice přežily po přijetí křesťanství také na Britských ostrovech. Ve středověku byly o svátcích zdobeny kostely větvemi a na děkovných modlitbách oslavovaly Boha za to, že „umožnil znovu vidět radostné dny obnovy celé přírody“.
Ve dnech svátků se konaly průvody, které vedl Jack in the Green (Jack v zeleném, Zelený muž), nesoucí proutěnou klec zdobenou listy a květinami, účastníci průvodu hráli na rohy a plechové trubky, v pobřežních oblastech se k hraní používaly mušle. Vedle Zeleného muže pochodovali v tanci Král a Královna května v doprovodu své družiny. Existovaly speciální rituály typické pro určité regiony. Na ostrově Man až do samého konce 18. století královna května a královna zimy pořádaly improvizovanou šašekovou bitvu. Roli Zimy obvykle hrál muž oblečený v ženských šatech. Pokud se Zimě podařilo zajmout královnu Května, musela její družina svou královnu vykoupit. Podobné bitvy se odehrály ve Walesu, kde se bitvy mohli zúčastnit pouze muži. Postava Zimy si oblékla kaftan lemovaný kožešinou a kožešinovou čepici a v rukou nesla trnkovou hůl a štít s přilepenými kousky ovčí vlny, které představovaly sníh. Oblečení jejího soupeře Májové královny: bílá košile propletená s květinovými girlandami a klobouk se širokou krempou, jako hůl byla použita vrbová ratolest. Vojska Zimy házela na nepřítele suchou slámu a klestí, Letní armáda se bránila březovými větvičkami a kapradím. V případě Letheho vítězství byl velitel této armády jmenován králem a teprve poté si pro sebe vybral královnu.
V jihovýchodním Irsku byla 1. května vybírána nejkrásnější dívka na období dvanácti měsíců. Její hlavu zdobily divoké květiny; konaly se hostiny, tance a vesnické soutěže a svátek končil velkým průvodem. Pokud se královna vdala ještě před následujícím květnovým svátkem, ztratila své síly, ale nová královna byla zvolena až svátek následující. Ve městě Goldford v jižním Warwickshire 1. května chodily děti od domu k domu a ve dvojicích pochodovaly za králem a královnou. Dva chlapci nesli májku, vysokou asi dva metry, zdobenou květinami a zelení. V horní části byly k němu v pravém úhlu připevněny dva chomouty. Byly také zdobeny květinami a na koncích těchto svorek visely zdobené obruče. Děti tradičně zpívají májové písničky a dostávají dárky nebo peníze, které využily na čajovou párty ve škole. Podobné slavnosti byly běžné v kontinentální Evropě.
Svátek dosáhl svého rozkvětu za vlády krále Jindřicha VIII., kdy se slavnosti účastnil dvůr a vyšší duchovenstvo, ale s rozvojem kapitalismu upadal. Velkým přínosem k oživení svátku květnové královny v polovině 19. století byl umělecký kritik John Ruskin, který se díky svému úsilí stal slavným v britských školách, zejména v ženských.
Triptychovou báseň Májová královna vydal Alfred Tennyson v roce 1833 a byla zahrnuta do Tennysonovy dvousvazkové sbírky z roku 1842 v sekci „Anglické idyly“. Jedno z nejpopulárnějších děl básníka v 19. století. Podle D. N. Žatkina a V. K. Černina Tennyson použil v básni starodávnou tradici oslav 1. května. Podle britské populární víry měla být královna května obětována bezprostředně po skončení oslav. Důvěryhodnost tohoto starodávného zvyku vyvolává u odborníků pochybnosti, je však možné, že se na něj Tennyson spoléhal při tvorbě svého poetického triptychu, jehož první část pod názvem „Májová královna“, která se vztahuje i na celé původní dílo, je věnována popisu radosti dívky Alice, která se stane Májovou královnou, a druhá („Silvestr“) a třetí („Závěr“) vyprávějí o nemoci a smrti hrdinky. Děj této básně vnímal odlišně N. F. Zolotnickij... Podle jeho názoru Alice, trpící nemocí mnoho let po svém zvolení královnou května, připomíná tuto událost jako nejvýznamnější v jejím životě.
Na přelomu 1860–1870 A. N. Pleščejev přeložil a publikoval v časopise Otěčestvěnnyje zapiski první a druhou část básníkova triptychu, přičemž pro celý triptych si ponechal název Queen of May, nazval první část Waiting a název druhé interpretoval jako Večer na Nový rok. K dispozici je také překlad triptychu do ruštiny M. M. Vinogradové a S. B. Lichačevové (pod svým vlastním jménem a pod pseudonymem „Jordan Katar“).